# Quamtana kitahurira
Quamtana kitahurira là một loài nhện trong họ Pholcidae. Loài này được phát hiện ở Oeganda.